# Cyriaque Irié
Pour les articles homonymes, voir Irie.
Cyriaque Kalou Bi Irié, né le 20 juin 2005 à Vavoua en Côte d'Ivoire, est un footballeur burkinabè qui évolue au poste d'attaquant au SC Fribourg.

## Biographie

### Carrière en club
Repéré par le Dijon FCO en 2023 par la cellule de recrutement, il y effectue ses premiers matchs en professionnel en National 1. Récompensé par un premier contrat professionnel, ce joueur au physique athlétique s'impose dans l'effectif bourguignon, auteur de 7 buts dont un sublime contre l'AS Nancy Lorraine.

### Carrière internationale
Irié est éligilble pour représenter la Côté d'Ivoire au niveau international, mais c'est vers le Burkina Faso qu'il se tourne lorsqu'il est appelé à seulement 15 ans avec l'équipe nationale U20 pour les éliminatoires de la CAN des moins de 20 ans 2019.
Le 10 mars 2025, il est appelé pour la première fois en équipe du Burkina Faso, pour des éliminatoires de la Coupe du Monde 2026, mais ne peut finalement pas participer aux matchs pour des raisons administratives. Il fait finalement ses débuts en sélection en amical face à la Tunisie, le 2 juin 2025.

## Statistiques

### En club
| Saison                | Club                  | Championnat           | Championnat | Championnat | Championnat | Coupe(s) nationale(s) | Coupe(s) nationale(s) | Coupe(s) nationale(s) | Total | Total | Total |
| Saison                | Club                  | Division              | M.          | B.          | P.d.        | M.                    | B.                    | P.d.                  | M.    | B.    | P.d.  |
| 2023-2024             | Dijon FCO             | National              | 25          | 6           | 3           | 1                     | 1                     | 0                     | 26    | 7     | 3     |
| 2023-2024             | Dijon FCO rés.        | National 3            | 6           | 1           | 1           | -                     | -                     | -                     | 6     | 1     | 1     |
| 2024-2025             | ES Troyes AC          | Ligue 2               | 33          | 6           | 3           | 5                     | 2                     | 0                     | 38    | 8     | 3     |
| Total sur la carrière | Total sur la carrière | Total sur la carrière | 64          | 13          | 7           | 6                     | 3                     | 0                     | 70    | 16    | 7     |

## Palmarès

### Distinctions individuelles
- Joueur du mois de  l'ES Troyes AC en septembre 2024[7] et en décembre 2024[8].